# Zamek w Andimachii
Zamek w Andimachii – średniowieczna budowla obronna z czasów bizantyjskich, znajdująca się na południowy wschód od miejscowości Andimachia na greckiej wyspie Kos. Założona w późnym średniowieczu, najpierw zniszczona przez silne trzęsienie ziemi w roku 1493, jednak w kolejnym roku odnowiona przez rycerzy Zakonu Maltańskiego, w czasach gdy zakonem dowodził Pierre d’Aubusson. Nad główną bramą zamku wciąż widnieje herb Wielkiego Mistrza d’Abussona, choć prace nad rozbudową zamku trwały również za czasów jego następców. Współcześnie zamek jest w zdecydowanej większości ruiną, na jego terenie znajdują się dwa kościoły – jeden z XVI, drugi z XVIII wieku. Pozostałe budynki i inne elementy konstrukcyjne zamku, nie licząc zachowanych murów i bram, nie istnieją, choć wciąż prowadzone są na terenie zamku prace renowacyjne. Ruiny zamku są dostępne dla odwiedzających.

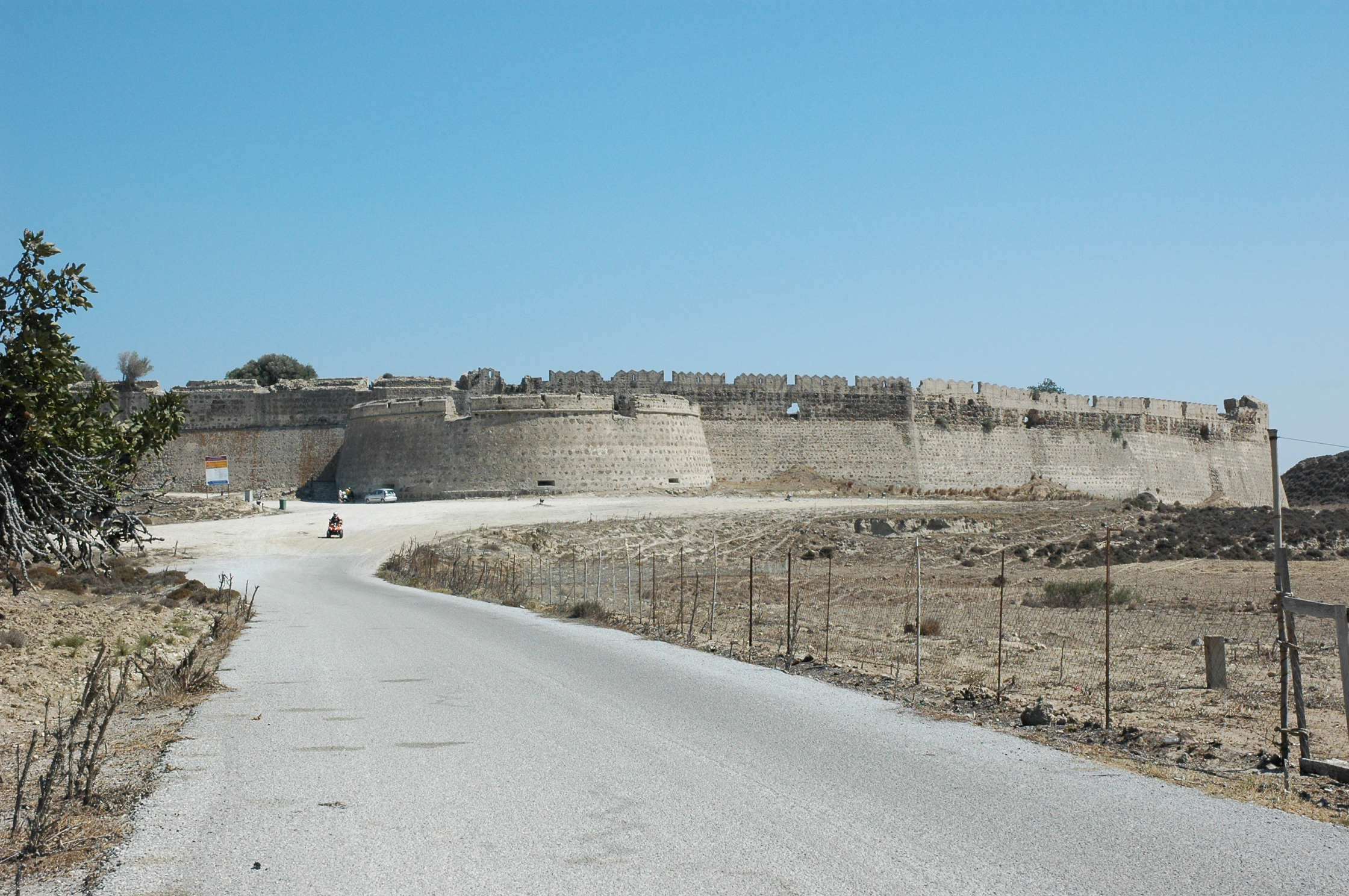
Zachowane mury obronne zamku w Andimachii
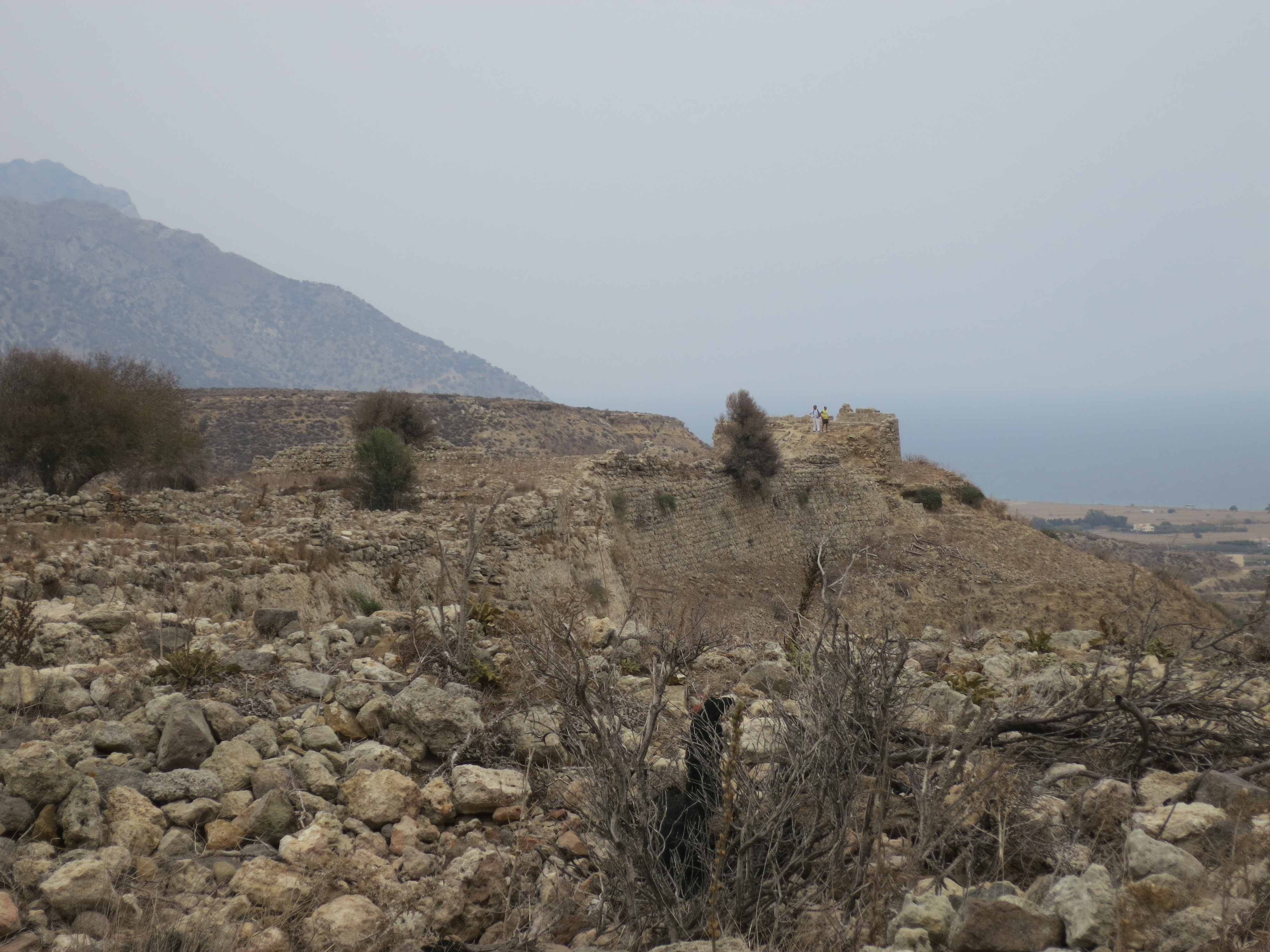
Ruiny na terenie zamku w Andimachii
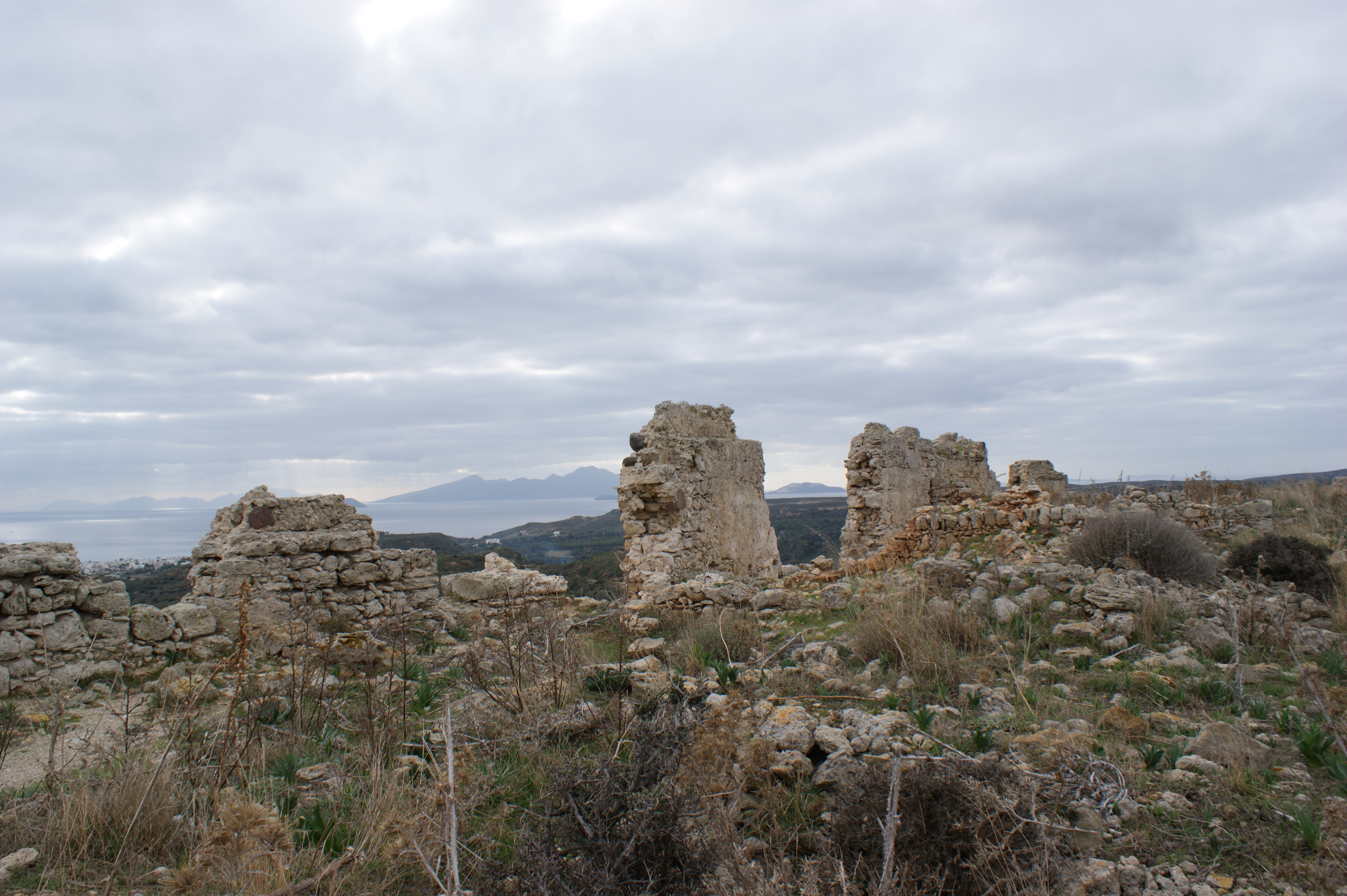
Ruiny
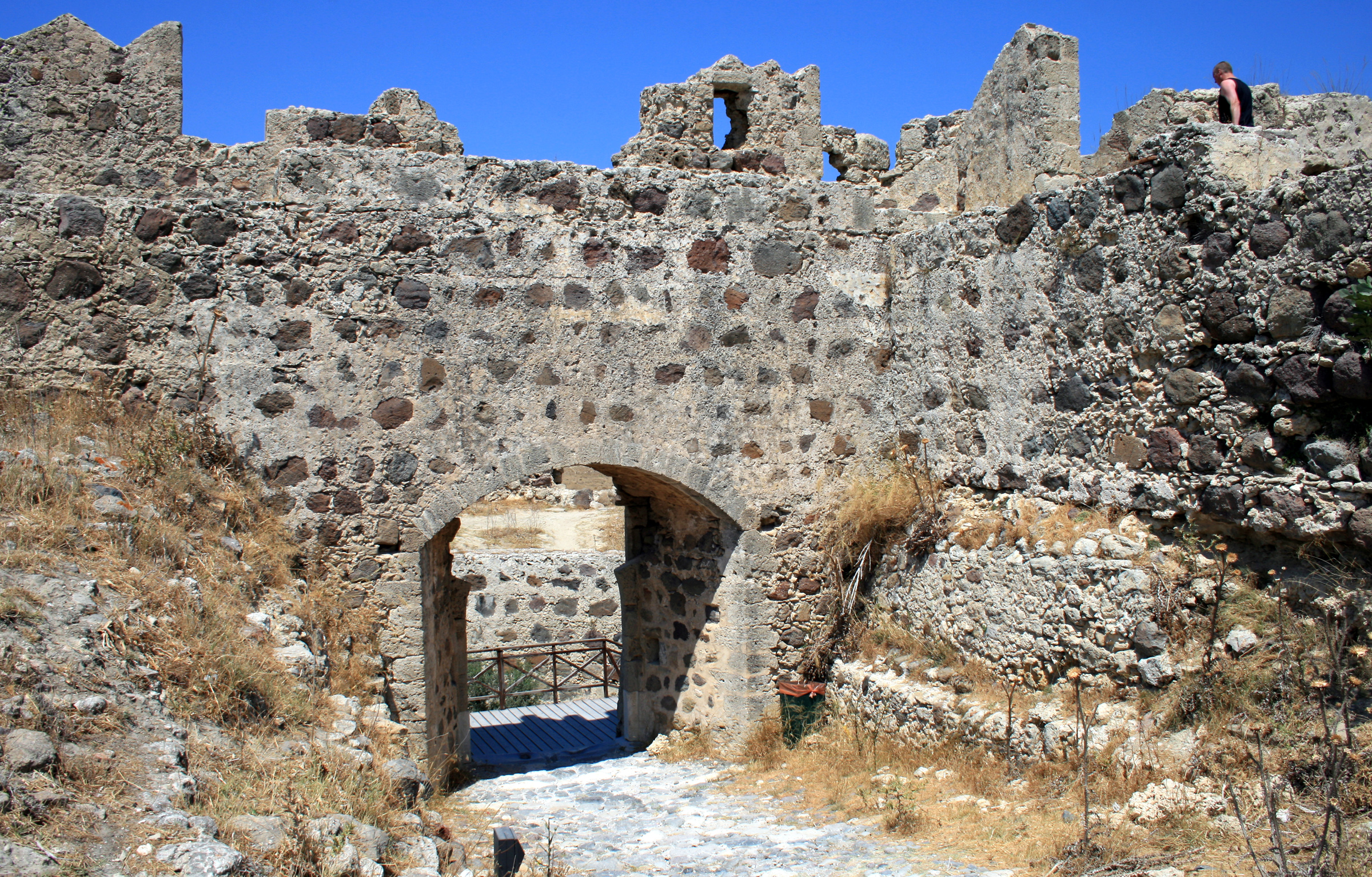
Brama wjazdowa (widok od strony dziedzińca)
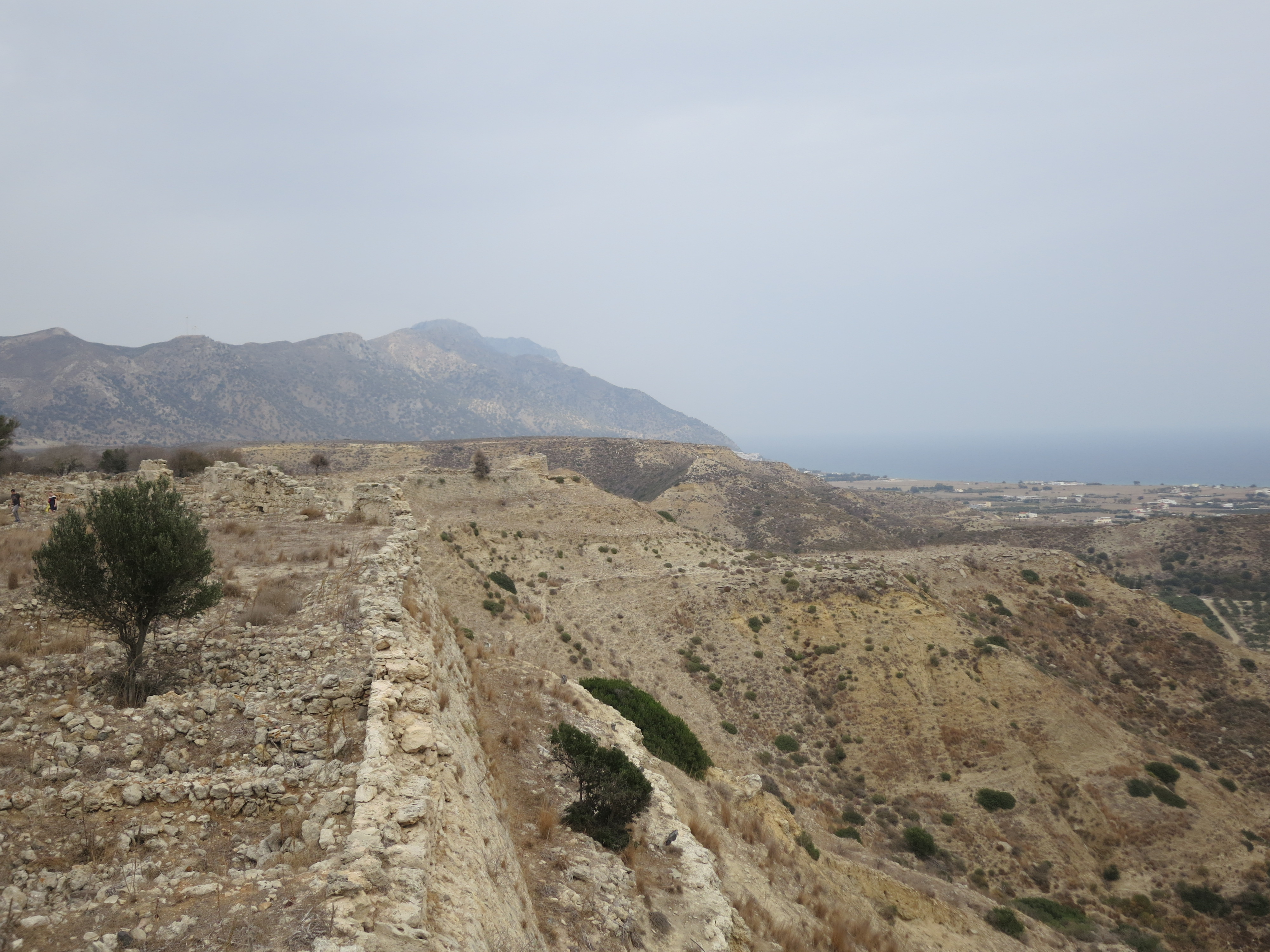
Pozostałości muru i widok na wybrzeże Kos
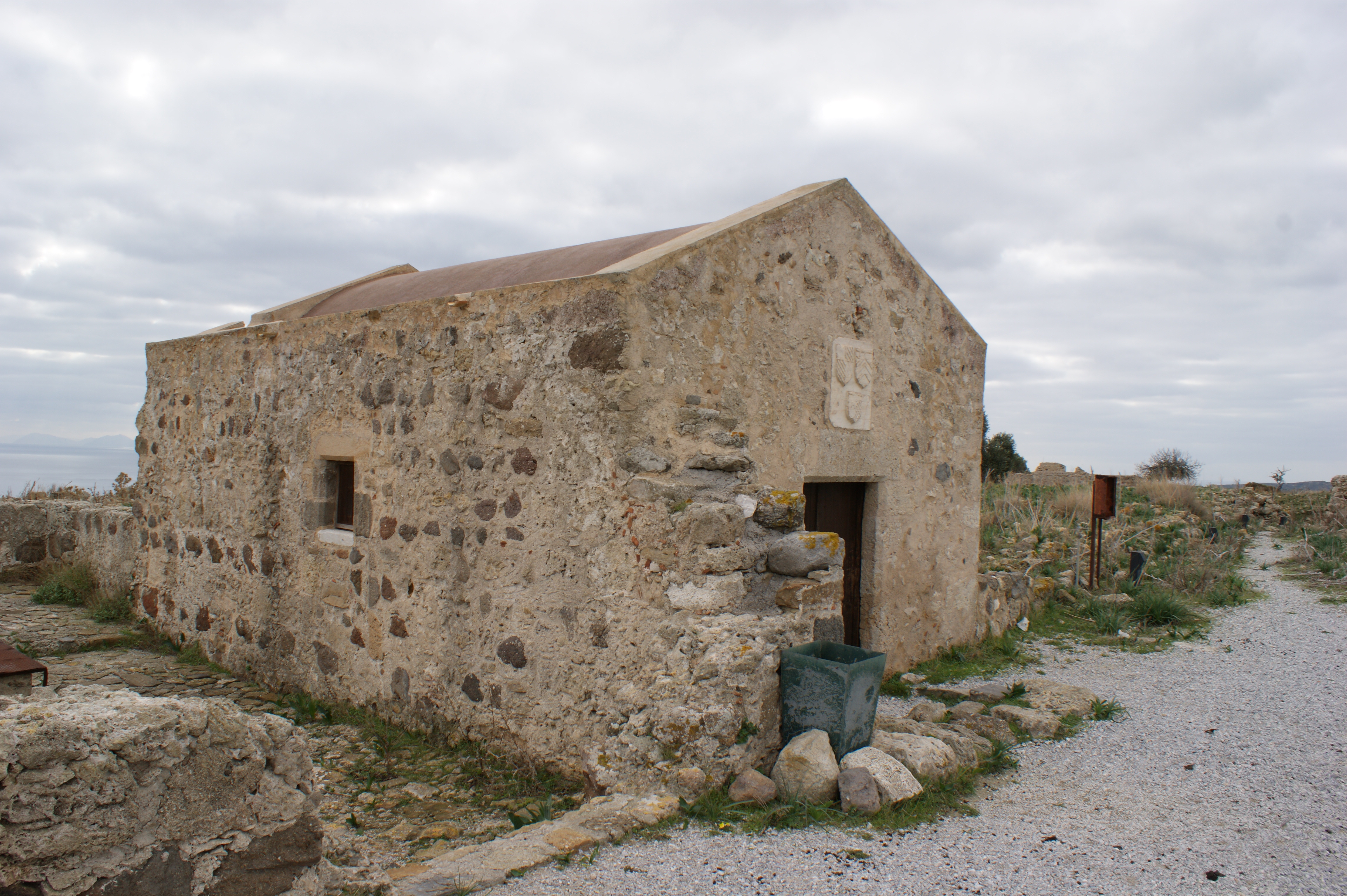
Kościół Agios Nikolaos z XVI wieku